# Malaussène
Malaussène (okzitanisch Malaussèna, italienisch Malaussena) ist eine französische Gemeinde im Département Alpes-Maritimes in der Region Provence-Alpes-Côte d’Azur. Sie gehört zum Arrondissement Nizza und zum Kanton Vence. Die Bewohner nennen sich Malaussénois.

## Geographie
Die Gemeinde liegt in den französischen Seealpen. Der Fluss Var bildet die Grenze zu Utelle im Osten, Tournefort im Nordosten, Massoins im Norden und nicht vollumfänglich Villars-sur-Var im Westen. Die weiteren Nachbargemeinden sind Pierrefeu im Südwesten sowie Toudon, Tourette-du-Château und Revest-les-Roches im Süden.

## Geschichte
Im 13. Jahrhundert hieß die Siedlung „Malauzena“.

### Bevölkerungsentwicklung
| Jahr      | 1962 | 1968 | 1975 | 1982 | 1990 | 1999 | 2008 | 2018 |
| --------- | ---- | ---- | ---- | ---- | ---- | ---- | ---- | ---- |
| Einwohner | 110  | 114  | 72   | 72   | 129  | 173  | 236  | 316  |

## Sehenswürdigkeiten
- Viadukt, 40 m hoch und 7 km lang, erbaut 1774/75
- Der Kirche Église de l’Assomption, erbaut 1639
- Die Chapelle des Pénitents blancs
- Die Chapelle Saint-Roch, datiert auf das Jahr 1674
- Die Chapelle Saint-Louis-de-Gonzague
- Die Chapelle Saint-Joseph aus dem 17. Jahrhundert
- Kreuzweg aus dem Jahr 1737
- Mühlen für die Produktion von Öl und Mehl
- Eine Festung und ein Schloss
- zwei Grotten

Siehe auch: Liste der Monuments historiques in Malaussène

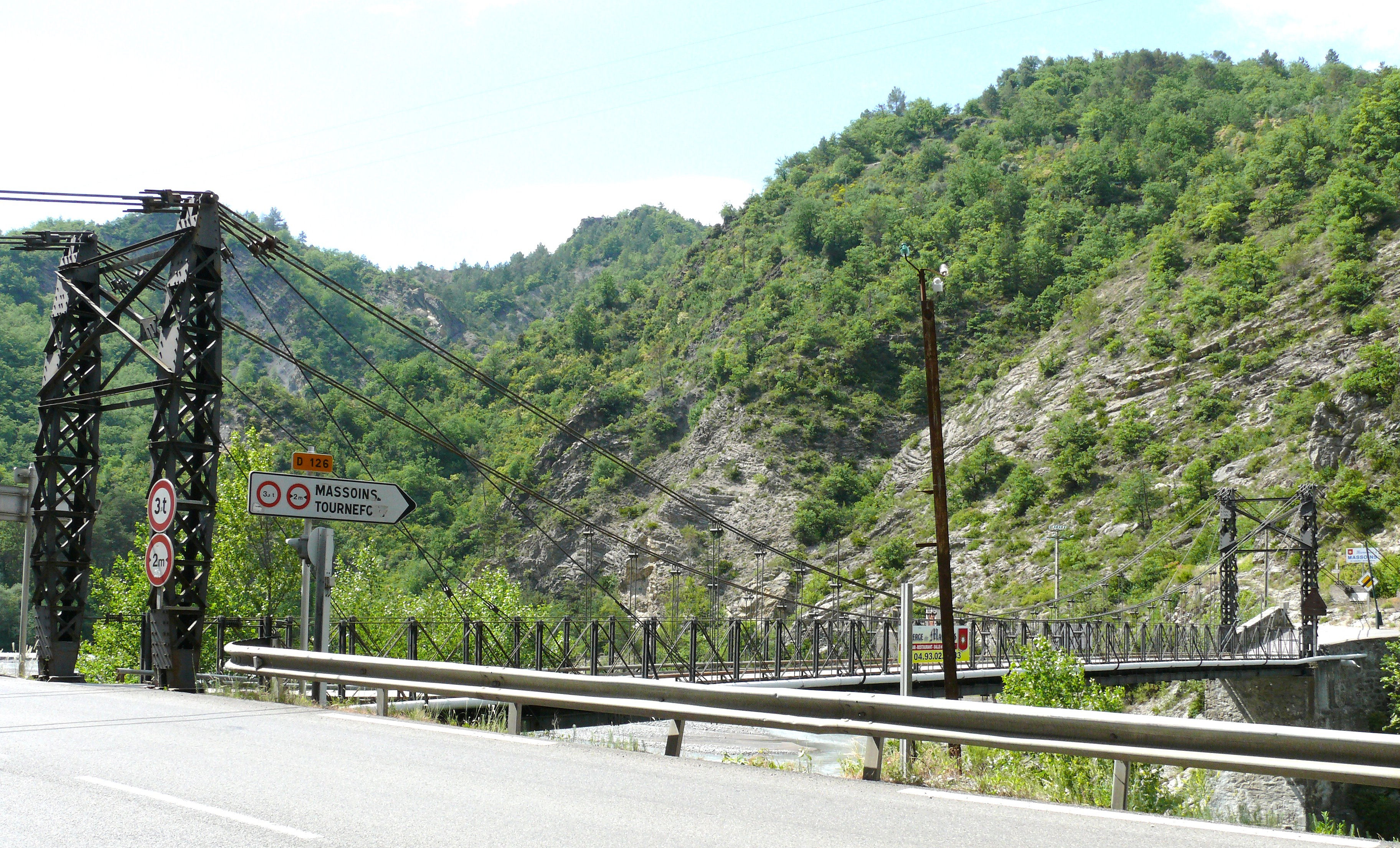
Die Pont suspendu, eine Brücke über den Fluss Var